# Return to the Planet of the Apes
Vous lisez un « bon article » labellisé en 2021.  Il fait partie d'un « bon thème ».
Return to the Planet of the Apes est une série d'animation américaine en treize épisodes de 24 minutes, créée par David H. DePatie et Friz Freleng et diffusée entre le 6 septembre et le 29 novembre 1975 sur le réseau NBC.
La série fait l'objet d'une distribution internationale restreinte et aucune chaîne francophone n'en fait l'acquisition.
La série suit trois astronautes, Bill, Jeff et Judy, dont le vaisseau s'est écrasé sur une planète inconnue. Ils découvrent rapidement qu'ils sont retournés sur Terre, mais dans un futur lointain où les singes intelligents dominent des humains primitifs. Poursuivis par les autorités simiesques du général gorille Urko, les trois astronautes sont aidés par un couple de chimpanzés compatissants nommés Cornélius et Zira. Avec eux, ils tentent de protéger les humains primitifs de leur anéantissement programmé par les singes.
Commandée début 1975 par le studio 20th Century Fox à la société d'animation DePatie-Freleng Enterprises sous la direction artistique de Doug Wildey, la série est dotée d'un budget modeste et économise au maximum le temps d'animation réelle. Faute de succès critique et public, elle est annulée au bout de treize épisodes. L'absence d'originalité, les incohérences, l'animation minimaliste et la noirceur du propos sont jugées comme étant les principales causes de l'échec.
La série est très influencée par son époque et notamment la fin de la guerre du Viêt Nam. Elle met en avant la diversité raciale mais reste timide quant à la place des femmes. Contrairement aux films de la saga cinématographique La Planète des singes, la société simiesque représentée dans le dessin animé est évoluée.
Du fait de son échec, la série a peu de produits dérivés et elle ne sort en DVD que trente ans plus tard, en 2006.

## Synopsis
Trois astronautes américains Bill Hudson, Jeff Allen et Judy Franklin se posent en catastrophe sur Terre après avoir fait un bond dans le temps. Ils se trouvent désormais en 3979 dans un lieu où les humains qu'ils rencontrent sont primitifs et muets. La planète est en réalité dominée par les singes qui vivent dans une luxueuse capitale dotée de vastes esplanades et d'édifices à colonnades ressemblant fortement au capitole des États-Unis. Résident là notamment les scientifiques chimpanzés Cornélius et Zira, l'orang-outan chef de la communauté scientifique Zaïus et le général gorille Urko,,.

## Distribution vocale
Sauf indication contraire, les informations mentionnées dans cette section peuvent être confirmées par la base de données cinématographiques IMDb,  présente dans la section « Liens externes ».
- Austin Stoker : Jeff Allen
- Philippa Harris : docteur Zira
- Henry Corden : général Urko
- Richard Blackburn : docteur Zaïus / Bill Hudson (pour les derniers épisodes)
- Edwin Mills : docteur Cornelius
- Claudette Nevins : Nova / Judy Franklin
- Tom Williams : Bill Hudson
- Ted Knight : voix du générique[4]

## Production

### Développement
En 1973, l'accueil critique très négatif de La Bataille de la planète des singes, le cinquième film de la saga La Planète des singes met en évidence le manque d'idée des producteurs de la 20th Century Fox. L'année suivante, la série en prise de vue réelle La Planète des singes est encore plus mal accueillie par les critiques. De plus, elle est boudée par le public. Sa réexportation des recettes scénaristiques des films combinée à l'aspect très répétitif des épisodes provoque son annulation.

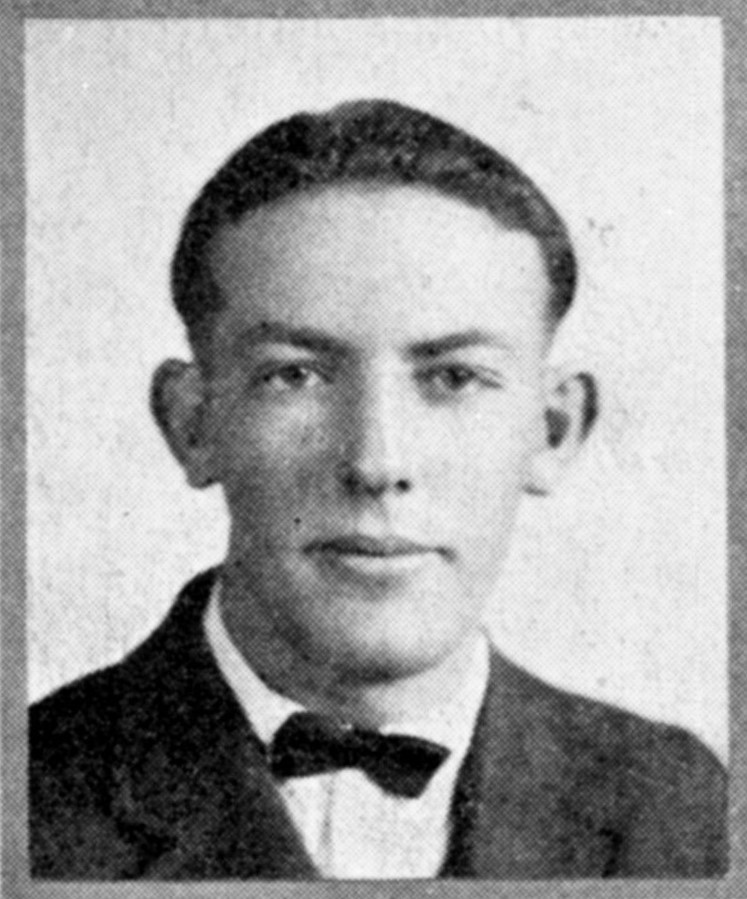
Le producteur Friz Freleng vers 1922.

Le studio 20th Century Fox toujours soucieux d'exploiter la franchise lance alors en 1975 la production d'une série d'animation en association avec DePatie-Freleng Enterprises, une société d'animation fondée par le producteur David H. DePatie et l'animateur Friz Freleng,,,. La série est prévue pour être diffusée le samedi matin sur la chaîne NBC. Les producteurs veulent cibler un public jeune à travers une gamme de produits dérivés de la saga comme des bandes dessinées, des jouets et cette série télévisée,.
La direction artistique du projet est confiée à Doug Wildey, créateur de la série animée Jonny Quest (1964-1965),,,,,,. Pour les histoires, Wildey s'inspire directement des deux premiers films et du roman à l'origine de la saga, La Planète des singes de Pierre Boulle. Pour le premier épisode le créateur s'inspire du scénario du premier film La Planète des singes. Il attribue notamment aux astronautes atterrissant sur la planète la quête d'un retour dans leurs foyers. Wildey choisit également de faire des astronautes les catalyseurs d'un soulèvement des humains primitifs,.
Le style graphique choisi par Wildey est sévère, réaliste et assez terrifiant pour des enfants. La musique aux rythmes tribaux signée Dean Elliott impose elle aussi une atmosphère pesante et particulièrement dramatique,. Cependant, les producteurs brident la créativité de Wildey. Ils l'obligent à remanier les scènes d'action pour que la série reste tout public,. Il n'a, par exemple, pas l'autorisation d'utiliser le mot « mort » dans la série. Wildey est autorisé à représenter des armes mais ses personnages ne doivent en aucun cas les utiliser car cela donnerait selon eux l'idée à des enfants de faire de même. Wildey est alors allé consulter les avocats de NBC pour demander s'il peut utiliser en revanche des obusiers. Après une longue réflexion, ceux-ci ont validé l'idée car il est impossible pour un enfant de six ans de trouver une telle arme. De plus, certains scénarios que Wildey reçoit de son équipe d'auteurs sont très étranges et n'apportent rien à la structure narrative d'ensemble. Le directeur artistique parvient cependant à créer une intrigue générale qui est la survie de l'espèce humaine mais aussi plusieurs sous-intrigues traitant de lutte de pouvoir, de guerre génocidaire ou de la place de la science dans la société.
Ayant un budget très modeste, Wildey met en œuvre de nombreuses astuces pour économiser au maximum le temps d'animation réelle. Les arrière-plans peints par Richard Thomas sont exploités au maximum, avec des effets de mouvements de caméra comme le zoom ou le panorama qui s'efforcent de donner l'illusion de l'animation,. Le doublage est également victime du budget modeste puisque les voix appartiennent à des inconnus, mis à part Austin Stoker qui a joué MacDonald dans La Bataille de la planète des singes et Henry Corden notamment connu pour être la voix du personnage Fred Pierrafeu,,,. Même Roddy McDowall, l'acteur incontournable de la saga n'est pas appelé pour cette série,.

### Fiche technique
Sauf indication contraire, les informations mentionnées dans cette section peuvent être confirmées par la base de données cinématographiques IMDb,  présente dans la section « Liens externes ».
- Titre : Return to the Planet of the Apes
- Création : David H. DePatie et Friz Freleng
- Réalisation : Doug Wildey
- Scénario : John Barrett, Jack Kaplan, Bruce Shelly, Larry Spiegel et John Strong d'après les personnages de Pierre Boulle
- Musique : Dean Elliott
- Direction artistique : Doug Wildey
- Montage : Allan R. Potter	et Rick Steward
- Production : David H. DePatie, Friz Freleng et Doug Wildey
- Sociétés de production : DePatie-Freleng Enterprises et 20th Century Fox
- Sociétés de distribution : NBC
- Pays de production :  États-Unis
- Langue originale : anglais
- Format : couleurs — 4/3 — son mono
- Genre : science-fiction
- Nombre de saisons : 1
- Nombre d'épisodes : 13
- Durée : 24 minutes
- Date de première diffusion aux États-Unis : 6 septembre 1975[Note 2]

## Épisodes
Les treize épisodes de la série sont,, :

### Flames of Doom
- Première diffusion : 6 septembre 1975
- Scénario : Larry Spiegel

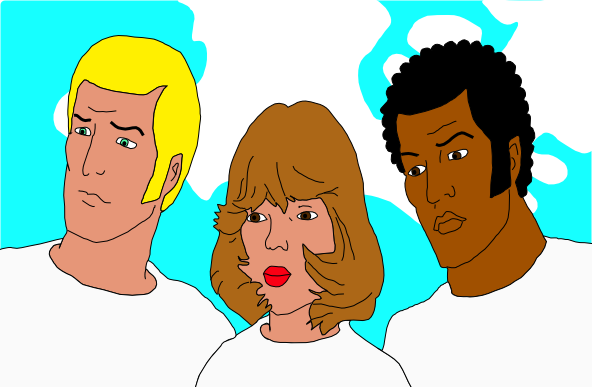
Vision d'artiste de Bill, Judy et Jeff.

- Résumé : En 1976, alors qu'elle est en mission, la navette spatiale des astronautes Bill Hudson, Jeff Carter et Judy Franklin est mystérieusement projetée dans le futur puis amerrit en catastrophe dans un lac d'Amérique du Nord en l'an 3979. Au même moment, le Général gorille Urko demande au Conseil de la capitale des singes l'autorisation d'exterminer définitivement les humains. Le zoologiste chimpanzé Cornélius souhaite lui que l’espèce soit préservée pour les besoins de la science. Le représentant du conseil Zaïus tranche en faveur de ce dernier car les humains sont muets et ne représentent pas un danger. Il rappelle cependant à Cornélius que selon le livre de la prophétie simienne, si les singes découvrent des hommes qui parlent, il faudra alors détruire l'espèce entière. Ayant quitté leur vaisseau les trois astronautes commencent à traverser le désert entourant le lac. Lors de leur périple, un tremblement de terre avale Judy. Les deux hommes épuisés, eux, finissent par s'écrouler. Ils sont alors recueillis par des hommes sauvages. Peu après arrive Urko qui capture des primitifs et Bill. Jeff parvient lui à se cacher en compagnie d'une primitive qu'il baptise Nova. Urko confie ensuite ses prisonniers aux soins de Cornélius et de sa compagne Zira[10],[3],[15],[16].

### Escape from Ape City
- Première diffusion : 13 septembre 1975
- Scénario : Larry Spiegel
- Résumé : Bill et cinq autres humains sont confiés à Zira et Cornélius pour qu'ils les étudient. Bill que Zira dénomme « Beaux Yeux » surprend alors une conversation entre Zaïus et Urko et comprend rapidement que s'il parle il sera exécuté avec les autres humains. Mais durant les tests d’intelligence que pratiquent Zira et Cornélius, il se trahit et explique aux deux savants d'où il vient. Un soldat d'Urko, qui se trouve là, en informe immédiatement son chef. Celui-ci obtient ainsi l'autorisation d'exécuter les humains. Apprenant cela, le couple de chimpanzés laisse s’enfuir Bill qui retrouve Jeff et Nova partis à sa recherche. Après être parvenus à libérer les autres humains, les trois quittent la ville en camion[10],[3],[17],[16].

### The Unearthly Prophecy
- Première diffusion : 4 octobre 1975
- Scénario : Jack Kaplan et John Barnett
- Résumé : Alors qu'ils sont poursuivis par Urko, Jeff et Bill sont engloutis par un tremblement de terre. Ils se retrouvent dans des ruines de la ville de New York. Ils y découvrent des hommes encapuchonnés ayant des pouvoirs télépathiques. Ceux-ci tiennent en leur contrôle leur compagne Judy. Ils sont alors enfermés dans une cellule mais Judy échappe momentanément au pouvoir mental des télépathes et aide Jeff et Bill à s’enfuir. Tous deux regagnent la surface mais jurent de revenir pour délivrer Judy[10],[3],[18],[16].

### Tunnel of Fear
- Première diffusion : 27 septembre 1975
- Scénario : Larry Spiegel
- Résumé : Urko planifie une expédition pour éradiquer les humains primitifs. Bill et Jeff retournent alors secrètement en ville pour demander à Cornélius de trouver une cachette pour leurs semblables. D’abord réticent, le chimpanzé finit par leur donner une carte d'une région inexplorée par les singes. Après une tentative infructueuse pour découvrir un passage pour mener à cette région, Bill et Jeff décident de retourner auprès de leur navette[10],[3],[19],[16].

### Lagoon of Peril
- Première diffusion : 20 septembre 1975
- Scénario : John Strong
- Résumé : Un gorille informe le conseil des singes qu'il a vu l'amerrissage d'un appareil conduit par des hommes intelligents. Zaïus et Urko organisent alors une expédition pour vérifier ses dires. Zira et Cornélius en informent Bill. La découverte du vaisseau signerait l’arrêt de mort de l’espèce humaine. Bill, Jeff et Nova arrivent avant eux au lac, récupèrent un laser et programment l’autodestruction du vaisseau. Parvenu sur place, Zaïus constate l’absence de preuves d’une intelligence humaine et retourne à la ville des singes pour annoncer la bonne nouvelle[10],[3],[20],[16].

### Terror on Ice Mountain
- Première diffusion : 22 novembre 1975
- Scénario : Bruce Shelly

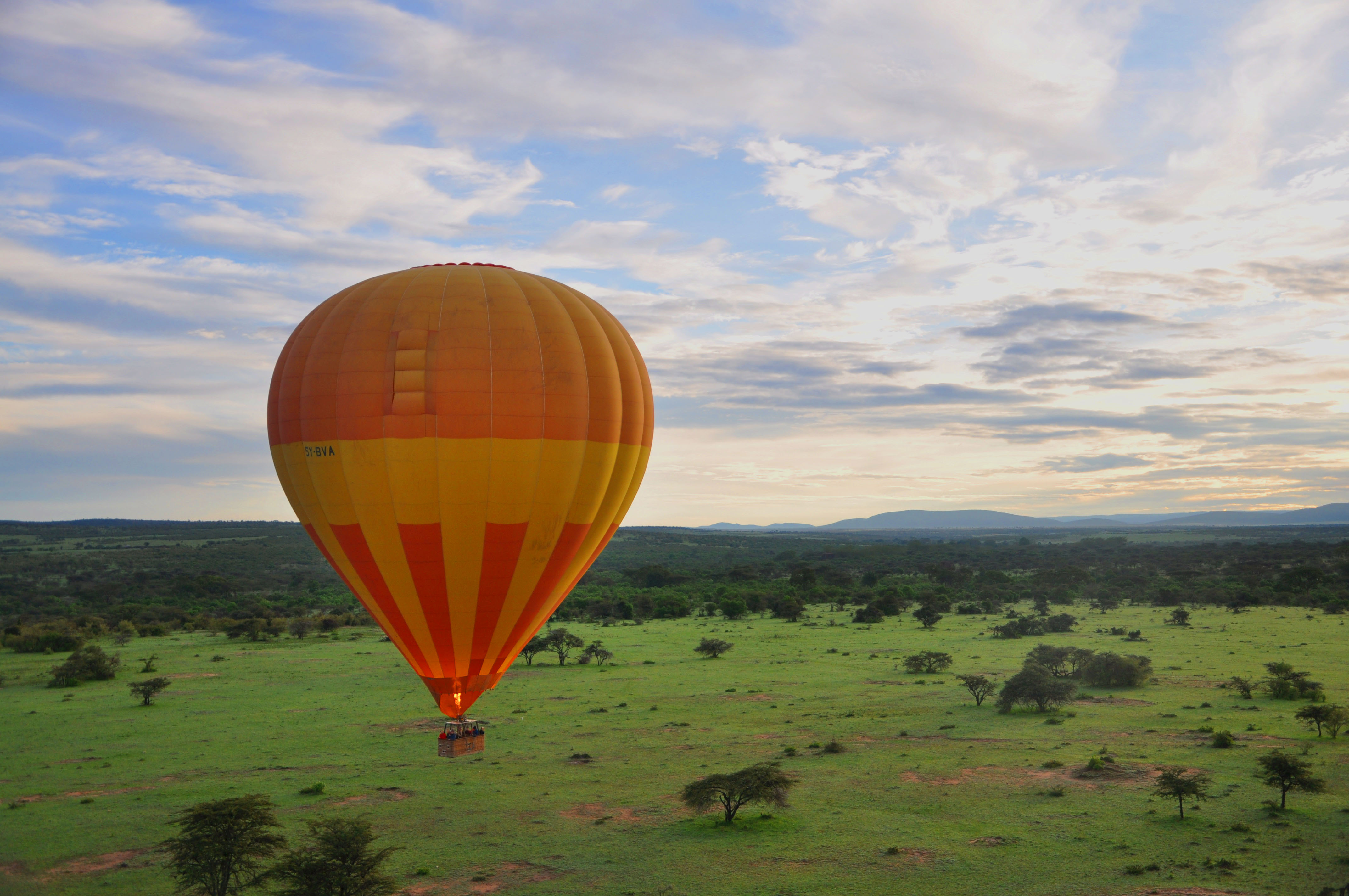
Une montgolfière similaire à celle que pilotent Bill et Cornélius.

- Résumé : Lors d'une fouille archéologique, Cornélius découvre un livre humain ainsi que les plans de fabrication d'une montgolfière. Cornélius demande alors à Bill de l'aider à construire un engin de cette sorte. Et, pour qu'Urko ne puisse pas détruire le livre, ils partent ensemble pour cacher le livre dans la montagne. Durant leur périple, ils affrontent une tempête qui détruit leur ballon. Ils se réfugient ensuite dans le temple du dieu singe Kigor où ils cachent le livre au pied de la statue du dieu[10],[3],[21],[16].

### River of Flames
- Première diffusion : 29 novembre 1975
- Scénario : Jack Kaplan et John Barnett
- Résumé : Menacés par une coulée de lave d'un volcan, les humains télépathes vivant sous terre contactent Bill et Jeff pour qu'ils leur viennent en aide. Les deux astronautes acceptent mais demandent la libération de Judy. Avec leur laser, les deux hommes parviennent ensuite à dévier la trajectoire de la coulée de lave et sauvent ainsi la cité souterraine[10],[3],[22],[16].

### Screaming Wings
- Première diffusion : 11 octobre 1975
- Scénario : Jack Kaplan et John Barnett
- Résumé : Bill, Jeff et Judy découvrent que les gorilles du général Urko possèdent un avion de la Seconde Guerre mondiale, un Curtiss P-40 Warhawk. Les singes se servent de ce modèle pour construire toute une flotte qu'Urko souhaite utiliser pour anéantir les humains et renforcer son pouvoir sur les singes. Aidés par Cornélius et Zira, les trois astronautes se rendent dans la base secrète d'Urko. Et, pendant que Bill et Jeff détruisent la flotte en construction, Judy dérobe le P-40[10],[3],[23],[16].

### Trail to the Unknown
- Première diffusion : 18 octobre 1975
- Scénario : Larry Spiegel
- Résumé : Bill, Jeff et Judy construisent des radeaux pour conduire les humains jusqu'à la région indiquée par la carte de Cornélius. Ils traversent d'abord une jungle puis un désert. Pendant ce temps, Urko obtient l'autorisation d'éliminer les humains et se lance à leur poursuite. En chemin les humains tombent sur l’épave d’un vaisseau spatial américain. Ils rencontrent là Ron Brent, un astronaute ayant quitté la Terre en 2109. Brent connaissant la région, il accepte d'accompagner le groupe après avoir lancé l’autodestruction de son vaisseau. Arrivés sur place, les astronautes construisent une forteresse grâce à leur laser. C’est à ce moment qu'Urko parvient à les rattraper. Il lance donc son attaque mais ne parvient pas à les déloger. Il est contraint de repartir pour récupérer de l'artillerie lourde à la cité des singes[10],[3],[24],[16].

### Attack from the Clouds
- Première diffusion : 25 octobre 1975
- Scénario : Larry Spiegel
- Résumé : Bill et Judy retournent chercher le P-40 pour qu'il puisse servir à protéger la forteresse humaine lors de la prochaine attaque d'Urko. Pendant ce temps, un monstre volant attaque les humains et s’en prend à leurs troupeaux. Une fois l'avion récupéré Bill et Judy reviennent auprès des humains. Ils parviennent grâce à l'appareil à chasser le monstre[10],[3],[25],[16].

### Mission of Mercy
- Première diffusion : 1er novembre 1975
- Scénario : Larry Spiegel
- Résumé : Bill et Jeff partent à la recherche de carburant pour l’avion. Peu après Nova tombe malade. Brent, qui a des connaissances médicales diagnostique une maladie mortelle et contagieuse. Brent se souvient qu’il existe un sérum pour guérir la maladie. Judy part en avion auprès de ses amis astronautes puis rejoint Zira et Cornélius pour qu'ils mettent au point le sérum. De leur côté Bill et Jeff découvrent une base aérienne abandonnée et embarquent du carburant. Une fois le sérum mis au point et l'avion prêt à voler, Judy retourne auprès de Nova et parvient à la sauver[10],[3],[26],[16].

### Invasion of the Underdwellers
- Première diffusion : 8 novembre 1975
- Scénario : John Strong
- Résumé : Déguisés en hommes télépathes, Urko et ses gorilles dérobent de nombreux objets précieux dans la ville des singes. Urko obtient ainsi l'autorisation du conseil des singes pour détruire le tunnel qui conduit à la cité souterraine des télépathes. Zira et Cornélius se rendent alors dans la vallée pour avertir leurs amis astronautes. Arrivés sur place, les chimpanzés et les astronautes reçoivent un message du chef des télépathes qui leur révèle la vérité. Cornélius et Zira retrouvent donc les objets volés et les montrent à Zaïus. De leur côté, Bill et Jeff se rendent auprès des télépathes et font échouer l'attaque des gorilles. Une nouvelle fois vaincu et ayant trahi la confiance de Zaïus, Urko est suspendu de ses fonctions[10],[3],[17],[27],[16].

### Battle of the Titans
- Première diffusion : 15 novembre 1975
- Scénario : Bruce Shelly
- Résumé : Urko étant suspendu, Cornélius et Bill décident que le moment est venu de présenter l'ancien livre humain au conseil de la cité des singes. Ils espèrent ainsi prouver que l'homme civilisé a existé avant le singe. Ceci permettrait peut-être de faire voter une loi protégeant les humains. Pendant ce temps, Urko influence son remplaçant, le colonel Rotok, pour mener une nouvelle attaque contre la forteresse des humains. Cornélius et Bill réparent leur montgolfière et se rendent dans la montagne. Judy et Jeff, de leur côté, parviennent à disperser l'armée de Rotok avec leur avion. Cornélius et Bill atteignent le temple de Kigor mais sont attaqués par le monstre volant. C'est alors que la statue du dieu Kigor se réveille et chasse l'animal. Les deux amis peuvent ensuite récupérer le livre et retourner auprès des leurs[10],[3],[28],[16].

## Accueil
La série d'animation est diffusée du 6 septembre au 29 novembre 1975 sur le réseau NBC,,,. La série doit faire face aux séries enfantines Sigmund and the Sea Monsters, Momo et Ursul, Hong Kong Fou Fou ou Le Plein de super,. Mais, faute d'audience, seuls treize des quatorze épisodes prévus pour la première saison sont réalisés,,. La chaîne envisage de produire trois nouveaux épisodes pour conclure la série mais, finalement, renonce à cette idée. Les échecs successifs de la série en prise de vues réelles en 1974 et de la série animée forcent les producteurs à mettre la saga en sommeil pendant de nombreuses années.
L'absence d'originalité est notamment évoquée comme raison de l'échec. Il s'agit par exemple de la quatrième fois qu'un vaisseau spatial s'écrase sur la planète des singes,,. Les premiers épisodes réemploient notamment beaucoup d'éléments de la franchise La Planète des singes et plus particulièrement du film Le Secret de la planète des singes. Les scénarios ne sont cependant pas dénués d'intérêt. Leur continuité est en revanche assez lâche, semble parfois forcée et est assez peu subtile. Les incohérences sont également nombreuses comme par exemple le fait que les singes n'ont pas d'aviation mais possèdent une station radar. De même, les singes réfutent l'existence d'une humanité évoluée dans le passé mais ne se posent aucune question sur la provenance de l'avion qu'ils récupèrent.
La série est produite pour un tout petit budget, ce qui oblige les animateurs à minimiser le temps d'animation réelle. L'animation de Return to the Planet of the Apes est donc beaucoup trop statique pour être appréciable,,. De plus les animateurs recyclent certains plans d'un épisode à un autre. L'unité graphique des personnages n'est pas respectée. Le spectateur peut passer d'une version d'un personnage dessinée avec grand détail, mais statique, à un portrait très sommaire du même personnage lorsqu'il se déplace. Les épisodes souffrent ainsi d'un manque de rythme. Les dialogues sont récités très mollement et beaucoup d'échanges sont sans intérêt. Ils sont parfois trop explicatifs et utilisent des termes trop techniques pour des enfants.
La série est aussi jugée comme très sombre et donc peu adaptée à un public d'enfants. Le générique est tout particulièrement visé car il présente des hommes attachés et laissés pour mort et des silhouettes de gorilles effrayants, le tout accompagné d'une musique sinistre.

## Analyse
Le retour des soldats après la fin de la guerre du Viêt Nam est une des principales sources d'inspiration de la série. La série est clairement antimilitariste,. La présence de cette thématique est due au réalisateur, producteur et direction artistique de la série Doug Wildey, bien qu'il déclare ne pas en avoir eu conscience. Dans l'épisode Screaming Wings, les gorilles reprennent un des dogmes principaux de l'armée américaine durant le conflit au Viêt Nam : avoir la maitrise des airs. Cette idée revient dans d'autres épisodes : Terror on Ice Mountain où les héros construisent une montgolfière qui fait craindre aux singes une attaque du ciel, Attack from the Clouds et Battle of the Titans où cette fois, il s'agit d'un monstre volant qui effraie singes et humains.
Tout comme durant cette guerre américaine l'opinion publique des singes semble obnubilée par le conflit avec les humains. Le personnage du général Urko est particulièrement inspiré des hommes politiques et des militaires de l'époque. Il peut être comparé à Richard Nixon. Il semble en effet corrompu et paranoïaque au point de se méfier de tout le monde. Ainsi dans l'épisode Trail to the Unknown, Urko pense qu'il y a une conspiration contre lui. Il est dessiné avec des sourcils touffus et des bajoues exagérées rappelant la caricature fréquemment utilisée pour représenter Nixon. Dans plusieurs autres épisodes où il est particulièrement paranoïaque ou malfaisant, Urko est également dessiné avec des sourcils broussailleux et des mâchoires proéminentes. Dans la série, les singes endossent les cruautés et la corruption des américains et des vietnamiens. Les humains, eux, ne font que se défendre.
Cependant la série privilégie les péripéties et le remplissage ce qui ne permet par de développer correctement la thématique autour de la guerre du Viêt Nam, pas plus que les thématiques récurrentes de la saga comme le racisme ou le pacifisme. Wildey ne connaît que les deux premiers films. C'est sans doute pour cela qu'il néglige le thème du racisme.
Contrairement aux films et la série précédents de la franchise, les astronautes ne sont pas que des hommes blancs. Il y a maintenant un afro-américain et une femme. Cependant cette dernière est écartée de l'action durant quelques épisodes puis laissée en retrait. Les producteurs de science-fiction semblent encore alors très réticent à proposer des rôles importants à des femmes.

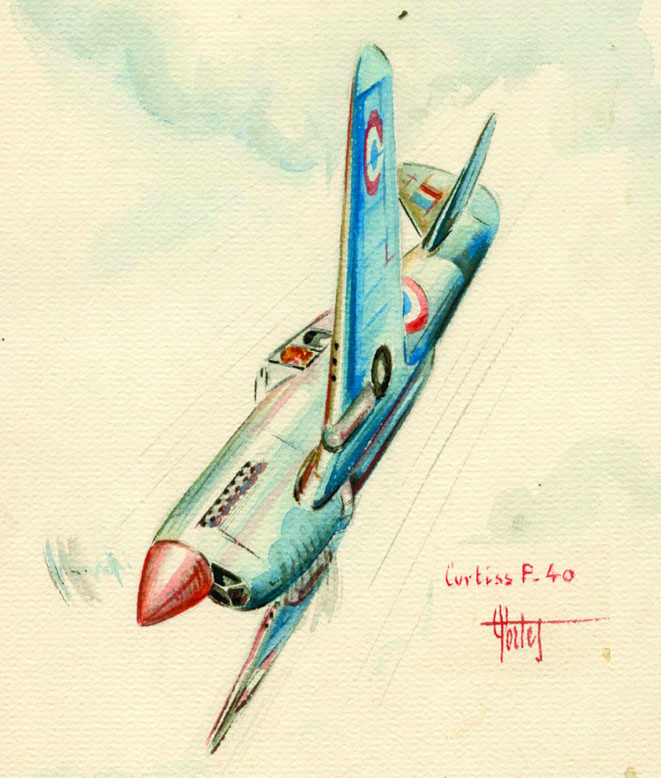
Vision d'artiste d'un Curtiss P-40 similaire à celui que possède Urko.

Côté graphique, la série emprunte beaucoup au style de la série d'animation Jonny Quest, autre œuvre de Wildey mais aussi aux films fantastiques de Ralph Bakshi. Les arrière-plans sont en effet austères et dominés par le gris, le noir et le brun. Le style n'est pas très différent de beaucoup d'autres séries de l'époque mais, elle est beaucoup plus sombre et rythmé par des silences prolongés à la Ingmar Bergman. L'atmosphère est très sérieuse, sans blague ni sourire pour soulager la tension permanente de l'histoire.
Contrairement aux films de la saga cinématographique, la société simiesque représentée dans le dessin animé est évoluée,. Comme dans le roman original de Pierre Boulle, elle présente tous les niveaux de savoir de la société occidentale de l'époque de la production,,,,,,,: les gorilles manient des appareils radios, des armes, vont au cinéma, conduisent des voitures et pilotent des avions,,. Le général Urko a d'ailleurs un avion personnel, un Curtiss P-40 Warhawk.
Plusieurs personnages sont des reprises de la franchise : Cornélius, Nova, Urko, Zaïus et Zira,,,,,. Brent, l'astronaute héros du film Le Secret de la planète des singes est également présent mais avec une histoire légèrement différente. Il est dans la série animée un astronaute humain qui s'est lui aussi écrasé sur la planète des singes vingt ans avant les trois astronautes,,. Les habitants télépathes du sous-sol sont également inspirés des mutants vus dans Le Secret de la planète des singes,,. Et tout comme Brent dans ce film, les héros visitent les ruines souterraines de New York.

## Exploitation
Les neuf premiers épisodes de la série sont adaptés en 1976 en trois romans nommés Visions of Nowhere, Escape from Terror Lagoon et Man, the Hunted Animal écrit par William Rostier et Donald J. Pfeil sous le pseudonyme unique de William Arrow pour les éditions Ballantine,.
La série fait l'objet d'une distribution internationale restreinte et aucune chaîne francophone n'en fait l'acquisition.
Elle sort trente ans plus tard en coffret deux DVD en 2006 aux États-Unis,,. Le coffret contient les treize épisodes en version anglaise et espagnole, accompagnés de sous-titres anglais, espagnols et français.